# Општина Вадени (Браила)
Вадени (рум. Vădeni) општина је у Румунији у округу Браила.
Oпштина се налази на надморској висини од 5 m.